# Thestor dryburghi
Thestor dryburghi är en fjärilsart som beskrevs av Van Son 1966. Thestor dryburghi ingår i släktet Thestor och familjen juvelvingar. IUCN kategoriserar arten globalt som sårbar. Inga underarter finns listade i Catalogue of Life.